# ドクターショッピング
ドクターショッピング (英語: Doctor shopping) とは、精神的・身体的な問題に対して、医療機関を次々と、あるいは同時に受診すること。別名｢青い鳥症候群」とも。

## 原因
ドクターショッピングには、次のような原因があると考えられている。
1. 患者が十分な医療を受け、最良の成果を得たにもかかわらず、より良い成果を求め、次々と医療機関を変える。
2. 患者に疾患の性質を理解する能力がなく、インフォームド・コンセントや検査・治療が十分に行われないまま、医療機関を変える。
3. 患者が薬物依存状態にあり、限度上限の薬物を入手すると、違う医療機関を受診する。
4. 診察・検査では、診断を下すことが難しい疾患のため、さまざまな診療科を受診する。
5. 診断結果が芳しくなく、患者自身にとって都合の良い診断を下す医師が現れるまで新たな医療機関を受診する。

診断が難しく、ドクターショッピングを引き起こしやすい疾患には、次のようなものがある。
- ジベルばら色粃糠疹
- 線維筋痛症 - 検査ではなんら異常が認められない[1]。
- リウマチ性多発筋痛症
- むずむず脚症候群
- 慢性疲労症候群[2]
- 咳喘息[3]
- 成人スティル病・血管炎症候群などの膠原病[4]。
- RS3PE - いまだ適切な日本語病名のない疾患。
- 血清反応陰性関節炎 - 名称の通り、血液検査での異常値がみられない。
- 周期性四肢麻痺 - 発作時以外では身体所見・血液検査に異常がみられない[5]。
- 冠攣縮型狭心症 - 発作の無いときに心電図、心臓カテーテル検査をしても、異常が認められない。
- 上腸間膜動脈症候群
- クラミジア肝周囲炎(Fitz-Hugh-Curtis症候群ともいう。)
- 仮面うつ病
- 副腎疾患(アジソン病など)や甲状腺疾患 (橋本病[6]など） - うつ状態が主となり、精神科を受診することがある。
- angioedema with eosinophilia  - 適切な日本語病名はまだない
- 原発性胆汁性胆管炎・原発性硬化性胆管炎・自己免疫性膵炎
- 軽度外傷性脳損傷
- 血管内大細胞型B細胞性リンパ腫  -  浸潤した臓器により多彩な症状を呈し、診断に苦慮することがある[7]。

## 問題点

### 法的問題
日本では、麻薬及び向精神薬取締法で指定された向精神薬には、処方箋量に上限がある。薬物乱用者は、次第に薬物依存性を増し、治療域を超えた過剰なオーバードーズを求める。ひとつの医療機関で得られた量では不十分なため、違う診療所での処方を次々と、あるいは同時期に得る。これは麻薬及び向精神薬取締法、薬事法や医療法の法律に触れるため、病院も注意を要する。

### 感染症の蔓延
2015年の韓国におけるMERSの流行において、大韓民国国内で調査を行った世界保健機関の調査団は、韓国ではドクターショッピングをする患者が多いことが、中東呼吸器症候群感染拡大の要因の一つになっているとした。

## 参照
1. ↑  佐藤 武, 武市昌士, 十時忠秀: 慢性疼痛患者とドクターショッピング. LISA 2(6): 87-89, 1995.
2. ↑  週刊医学界新聞・「第３回アメリカCFS会議」に参加して
3. ↑  http://www.igaku-shoin.co.jp/misc/medicina/zadan4702/
4. ↑  膠原病の基礎知識2
5. ↑  Dr.ウィリス ベッドサイド診断
6. ↑  たけしの本当は怖い家庭の医学：橋本病
7. ↑  高谷季穂ほか, 日本医事新報. 2014; 4692: 63-65.
8. ↑  “韓国MERS「さらなる感染拡大も」 WHO発表”. TBS news i. (2015年6月13日).  オリジナルの2015年6月13日時点におけるアーカイブ。 2015年6月13日閲覧。

## 参考書籍
- ドクター・ショッピング―なぜ次々と医者を変えるのか（小野繁 著、新潮新書、2005/09、ISBN 978-4166604593）